# Cantharidenpflaster
Ein Cantharidenpflaster oder Kantharidenpflaster, früher auch Blasenpflaster genannt, ist ein Pflaster, das mit einer Salbe aus dem getrockneten und gemahlenen „Spanischen Käfer“ (auch „Spanische Fliege“) Lytta vesicatoria bzw. Cantharis vesicatoria bestrichen ist. Cantharidenpflaster kamen durch die arabische Medizin nach Europa, wo sie seit dem Mittelalter als sogenanntes ausleitendes Verfahren eingesetzt werden. 
Die „Spanische Fliege“ ist ein südeuropäischer Vertreter der Ölkäfer und produziert ein starkes Reizgift, dessen wesentlicher Bestandteil das Cantharidin ist. Bekannt ist neben der lokalen Anwendung auch die Verwendung der Käferextrakte als tödliches Gift (als Ersatz für den Schierlingsbecher) im alten Griechenland sowie der verbreitete Glaube an die aphrodisierende Wirkung der Substanz in Südeuropa.

## Anwendung
Cantharidenpflaster sollen durchblutungsfördernd und lymphstrombeschleunigend wirken. Das Pflaster verbleibt im Allgemeinen 8–12 Stunden auf der Hautstelle und erzeugt nach einigen Stunden eine örtliche blasige Hautentzündung, welche meistens ohne Narbenbildung abheilt. Oft bleiben Verfärbungen zurück. Die Gewebsflüssigkeit, die in die Blasen austritt, soll „Schlacken“, Gifte und Schmerzmediatoren mit sich nehmen. Manchmal wird die Cantharidenpflasteranwendung in Analogie zu den blutigen Ausleitungsverfahren als „weißer Aderlass“ bezeichnet. Cantharidenpflaster werden alternativmedizinisch hauptsächlich bei arthritischen, rheumatischen, arthrotischen und neuralgischen Schmerzen eingesetzt. Manche Behandler empfehlen sie außerdem gegen Entzündungen im Kopf- und Halsbereich, kleinkindliche Mittelohrentzündungen, Scharlach, Multiple Sklerose, Gicht, Neurodermitis, Depressionen, Bluthochdruck und weitere Krankheiten und berufen sich auf ähnliche Methoden der indischen Volksmedizin, bei denen Asche, Meerrettich, Pfeffer etc. in die Haut eingerieben wird; ferner auf Hippokrates von Kos und auf altrömische Mediziner. Die gelegentlich praktizierte intramuskuläre Injektion der Blasenflüssigkeit soll die Reizwirkung verstärken. 
Aus Sicht der evidenzbasierten Medizin liegen keine Nachweise für Heilwirkungen des bereits von Oreibasios angewendeten Verfahrens vor, die über eine Wirkung als Placebo hinausgehen; da die Anwendung signifikante Risiken birgt – so kann es zu Nierenreizungen und bei nachlässiger Wundbehandlung oder Abwehrschwäche zu gefährlichen Infektionen kommen, vor allem bei der o. g. tiefen intramuskulären Injektion – sollte es nicht mehr angewendet werden. Cantharidenpflaster gibt es nicht als Fertigarzneimittel, sondern werden als Individualrezeptur in der Apotheke angefertigt. Eine Rezepturvorschrift für Cantharidenpflaster (lat. Emplastrum Cantharides) enthielt die 6. Ausgabe des Deutschen Arzneibuchs (DAB 6, 1926–1964). Die Kosten betragen ca. 25,- Euro und werden von den deutschen gesetzlichen Krankenkassen nicht übernommen.